# Philip Rogers (Schwimmer)
Philip „Phil“ John Rogers OAM (* 24. April 1971 in Adelaide) ist ein ehemaliger australischer Schwimmer. Er gewann bei Olympischen Spielen zwei Bronzemedaillen. Bei Weltmeisterschaften auf der 50-Meter-Bahn erhielt er zweimal Gold, bei Kurzbahnweltmeisterschaften erschwamm er viermal Gold und zweimal Silber. Bei Commonwealth Games erkämpfte er zweimal Gold, zweimal Silber und einmal Bronze. Hinzu kamen zwei Goldmedaillen, sechs Silbermedaillen und drei Bronzemedaillen bei Pan Pacific Swimming Championships.

## Leben
Der 1,83 Meter große Philip Rogers schwamm für den Clovercrest Swimming Club in Adelaide. Er wurde von Glenn Beringen trainiert. Rogers gewann je 24 australische Meistertitel auf der 25-Meter-Bahn und auf der 50-Meter-Bahn.

### Die Jahre bis zur ersten olympischen Bronzemedaille 1992
1989 bei den Pan Pacific Swimming Championships in Tokio wurde Rogers Fünfter über 100 Meter Brust und Sechster über 200 Meter Brust. Mit der 4-mal-100-Meter-Lagenstaffel gewann er die Bronzemedaille. Anfang 1990 bei den Commonwealth Games in Auckland wurde Rogers auf beiden Bruststrecken Fünfter. Mit der Lagenstaffel erschwamm er auch hier die Bronzemedaille. Anfang 1991 fanden die Weltmeisterschaften in Perth statt. Rogers verfehlte das Finale über 100 Meter Brust und wurde Siebter über 200 Meter Brust. Die australische Lagenstaffel mit Tom Stachewicz, Philip Rogers, Robert Bruce und Andrew Baildon belegte den sechsten Platz. Im August 1991 bei den Pan Pacific Swimming Championships in Edmonton wurde Rogers über 100 Meter Brust Zweiter hinter Mike Barrowman. In diesem engen Rennen hatte der Drittplatzierte, der Japaner Akira Hayashi, 0,12 Sekunden Rückstand auf den Sieger. Über 200 Meter Brust wurde Rogers Vierter, mit der Lagenstaffel erkämpfte er die Bronzemedaille. 1992 bei den olympischen Schwimmwettbewerben in Barcelona gewann Rogers die Bronzemedaille über 100 Meter Brust hinter Nelson Diebel aus den Vereinigten Staaten und dem Ungarn Norbert Rózsa. Rogers hatte 0,08 Sekunden Rückstand auf den Ungarn und 0,1 Sekunden Vorsprung auf Akira Hayashi auf dem vierten Platz. Über 200 Meter Brust wurde Rogers Sechster mit über 2 Sekunden Rückstand auf die Bronzemedaille. Die australische Lagenstaffel mit Tom Stachewicz, Philip Rogers, Jon Sieben und Chris Fydler belegte den siebten Platz.

### Die Jahre bis zur zweiten olympischen Bronzemedaille 1996
1993 siegte Rogers bei den Pan Pacific Swimming Championships in Kōbe sowohl über 100 Meter Brust als auch über 200 Meter Brust. Die australische Lagenstaffel erschwamm die Silbermedaille hinter dem Quartett aus den Vereinigten Staaten. Im August 1993 verbesserte Rogers die Weltrekorde für beide Bruststrecken auf der 25-Meter-Bahn. Im Dezember 1993 bei den Kurzbahnweltmeisterschaften in Palma de Mallorca siegte Rogers über 100 Meter Brust und wurde über 200 Meter Brust Zweiter hinter dem Briten Nick Gillingham. Im August 1994 gewann Rogers bei den Commonwealth Games 1994 im kanadischen Victoria drei Medaillen. Die australische Lagenstaffel mit Chris Fydler, Philip Rogers, Scott Miller und Steven Dewick siegte mit fast drei Sekunden Vorsprung vor den Kanadiern. Über 100 Meter Brust gewann Rogers mit 0,03 Sekunden Vorsprung vor Nick Gillingham, der Engländer hatte über 200 Meter Brust über eine Sekunde Vorsprung vor Rogers. Kurz darauf bei den Weltmeisterschaften in Rom wurde Rogers über 100 Meter Brust Vierter über 100 Meter Brust. Hinter den beiden Ungarn Norbert Rózsa und Károly Gűttler, schlugen der Dritte, der Belgier Frederik Deburghgraeve, sowie Philip Rogers als Vierter und Akira Hayashi als Fünfter binnen 0,02 Sekunden an. Die australische Staffel mit Dewick, Rogers, Adam Pine und Fydler belegte in Rom den fünften Platz. Bei den Pan Pacific Swimming Championships 1995 in Atlanta siegte über 100 Meter Brust Eric Wunderlich aus den Vereinigten Staaten vor Rogers und Kurt Grote, dem zweiten Schwimmer aus den USA. Über 200 Meter Brust siegte Akira Hayashi vor Eric Wunderlich und Philip Rogers. Mit der Lagenstaffel erhielt Rogers eine weitere Silbermedaille. Ein Jahr später fanden ebenfalls in Atlanta die Olympischen Spiele 1996 statt. Über 100 Meter Brust errang er den fünften Platz mit 0,31 Sekunden Rückstand auf die Bronzemedaille. Auch über 200 Meter Brust schwamm Rogers auf den fünften Platz, hier hatte er über anderthalb Sekunden Rückstand auf den Drittplatzierten. Die australische 4-mal-100-Meter-Lagenstaffel mit Toby Haenen, Philip Rogers, Scott Miller und Michael Klim erreichte das Finale mit der viertschnellsten Vorlaufzeit. Im Endlauf siegte das Quartett aus den Vereinigten Staaten vor den Russen, dahinter schwammen Steven Dewick, Philip Rogers, Scott Miller und Michael Klim auf den dritten Platz. Alle fünf eingesetzten Schwimmer erhielten eine Bronzemedaille.

### Die Jahre ab 1997 mit zwei Weltmeisterschaftsgoldmedaillen
Im April 1997 bei den Kurzbahnweltmeisterschaften in Göteborg wurde Rogers Fünfter über 100 Meter Brust. Die australische Lagenstaffel mit Adrian Radley, Philip Rogers, Geoff Huegill und Michael Klim siegte in der Weltrekordzeit von 3:30,66 Minuten mit fast zwei Sekunden vor der russischen Staffel. Bei den Pan Pacific Swimming Championships in Fukuoka wurde Rogers über 100 Meter Brust Zweiter hinter Kurt Grote. Eine weitere Silbermedaille erschwamm Rogers mit der Lagenstaffel. Über 200 Meter Brust wurde er Vierter. Anfang 1998 fanden wie sieben Jahre zuvor Weltmeisterschaften in Perth statt. Über 100 Meter Brust wurde Rogers Vierter mit 0,08 Sekunden Rückstand auf Kurt Grote. Die Lagenstaffel erreichte das Finale mit der schnellsten Vorlaufzeit in der Besetzung Matt Welsh, Philip Rogers, Geoff Huegill und Chris Fydler. Im Finale schwammen Welsh, Rogers, Michael Klim und Fydler über zwei Sekunden schneller als die Vorlaufstaffel und gewannen die Goldmedaille vor der Staffel der Vereinigten Staaten. Im September 1998 bei den Commonwealth Games in Kuala Lumpur wurde Rogers über 100 Meter Brust Zweiter hinter seinem Landsmann Simon Cowley. Über 200 Meter Brust belegte Rogers den fünften Platz, auch auf dieser Strecke siegte Cowley. Im April 1999 bei den Kurzbahnweltmeisterschaften in Hongkong wurde Rogers über 100 Meter Brust Sechster. Er siegte aber auf der 200-Meter-Bruststrecke, wobei er eine Hundertstelsekunde vor seinem Landsmann Ryan Mitchell anschlug. In der Lagenstaffel gewannen die Australier in der Besetzung Matt Welsh, Philip Rogers, Michael Klim und Chris Fydler. Bei seiner dritten Olympiateilnahme 2000 in Sydney verpasste Rogers als 17. der Vorläufe den Halbfinaleinzug um 0,23 Sekunden. 2001 bei den Weltmeisterschaften in Fukuoka schwamm die australische Lagenstaffel mit Joshua Watson, Philip Rogers, Adam Pine und Ashley Callus die zweitschnellste Vorlaufzeit. Im Finale siegten Matt Welsh, Regan Harrison, Geoff Huegill und Ian Thorpe mit fast einer Sekunde Vorsprung und waren dabei fast dreieinhalb Sekunden schneller als die Vorlaufstaffel. Alle acht beteiligten australischen Schwimmer erhielten eine Goldmedaille. Seine letzte internationale Medaille bekam Rogers bei den Kurzbahnweltmeisterschaften 2002 in Moskau, als er durch seinen Vorlaufeinsatz am Gewinn der Silbermedaille beteiligt war.